# Feldhockey-Europameisterschaft der Herren 1978
Die Feldhockey-Europameisterschaft der Herren 1978 war die dritte Ausgabe der Feldhockey-Europameisterschaft der Herren. Sie fand vom 2. bis 10. September in Hannover statt. Die deutsche Auswahl konnte als Gastgeber ihren zweiten Titel erringen.

## Teilnehmer und Modus
Es nahmen zwölf Mannschaften teil. Qualifiziert hatten sich zunächst die sechs Bestplatzierten der Europameisterschaft 1974, Spanien, Niederlande, England, Polen, Frankreich und Gastgeber Deutschland. Die sechs Mannschaften Sowjetunion, Schottland, Wales, Gibraltar, Irland und die Tschechoslowakei erreichten über Qualifikationsturniere und -vergleiche die Endrunde.
Zunächst wurde in zwei Sechsergruppen gespielt. Die beiden Bestplatzierten jeder Gruppe spielten anschließend im Halbfinale. Die Dritt- und Viertplatzierten spielten um die Platzierungen 5 bis 8 und die Fünft- und Sechstplatzierten der Gruppen spielten um die Plätze 9 bis 12.

## Vorrunde

### Gruppe A
| Datum             | Team 1         | Team 2     | Ergebnis |
| ----------------- | -------------- | ---------- | -------- |
| 2. September 1978 | Schottland     | Gibraltar  | 2 : 0    |
| 2. September 1978 | BR Deutschland | England    | 1 : 1    |
| 2. September 1978 | Polen          | Frankreich | 5 : 0    |
| 3. September 1978 | BR Deutschland | Schottland | 3 : 0    |
| 3. September 1978 | England        | Polen      | 2 : 0    |
| 3. September 1978 | Frankreich     | Gibraltar  | 3 : 1    |
| 4. September 1978 | England        | Schottland | 2 : 0    |
| 4. September 1978 | Polen          | Gibraltar  | 1 : 1    |
| 4. September 1978 | BR Deutschland | Frankreich | 5 : 0    |
| 6. September 1978 | England        | Frankreich | 4 : 0    |
| 6. September 1978 | Polen          | Schottland | 1 : 1    |
| 6. September 1978 | BR Deutschland | Gibraltar  | 10 : 0   |
| 7. September 1978 | Frankreich     | Schottland | 4 : 2    |
| 7. September 1978 | England        | Gibraltar  | 8 : 1    |
| 7. September 1978 | BR Deutschland | Polen      | 2 : 1    |

Tabelle
| Rang | Land           | Spiele | Tore | Differenz | Punkte |
| ---- | -------------- | ------ | ---- | --------- | ------ |
| 1    | BR Deutschland | 5      | 21:2 | +19       | 9:1    |
| 2    | England        | 5      | 17:2 | +15       | 9:1    |
| 3    | Polen          | 5      | 8:6  | +2        | 4:6    |
| 4    | Frankreich     | 5      | 7:17 | −10       | 4:6    |
| 5    | Schottland     | 5      | 5:10 | −5        | 3:7    |
| 6    | Gibraltar      | 5      | 3:24 | −21       | 1:9    |

Legende: qualifiziert für das Halbfinale, qualifiziert für die Spiele um die Plätze 5–8, qualifiziert für die Spiele um die Plätze 9–12

### Gruppe B
| Datum             | Team 1      | Team 2           | Ergebnis |
| ----------------- | ----------- | ---------------- | -------- |
| 2. September 1978 | Sowjetunion | Tschechoslowakei | 3 : 0    |
| 2. September 1978 | Niederlande | Irland           | 3 : 0    |
| 2. September 1978 | Spanien     | Wales            | 3 : 0    |
| 3. September 1978 | Wales       | Tschechoslowakei | 1 : 0    |
| 3. September 1978 | Irland      | Sowjetunion      | 3 : 2    |
| 3. September 1978 | Niederlande | Spanien          | 6 : 3    |
| 5. September 1978 | Irland      | Tschechoslowakei | 3 : 2    |
| 5. September 1978 | Niederlande | Wales            | 2 : 2    |
| 5. September 1978 | Spanien     | Sowjetunion      | 1 : 0    |
| 6. September 1978 | Niederlande | Sowjetunion      | 4 : 1    |
| 6. September 1978 | Spanien     | Tschechoslowakei | 2 : 2    |
| 6. September 1978 | Irland      | Wales            | 1 : 2    |
| 7. September 1978 | Spanien     | Irland           | 1 : 0    |
| 7. September 1978 | Wales       | Sowjetunion      | 3 : 3    |
| 7. September 1978 | Niederlande | Tschechoslowakei | 4 : 2    |

Tabelle
| Rang | Land             | Spiele | Tore | Differenz | Punkte |
| ---- | ---------------- | ------ | ---- | --------- | ------ |
| 1    | Niederlande      | 5      | 19:8 | +11       | 9:1    |
| 2    | Spanien          | 5      | 10:8 | +2        | 7:3    |
| 3    | Wales            | 5      | 8:9  | −1        | 6:4    |
| 4    | Irland           | 5      | 7:10 | −3        | 4:6    |
| 5    | Sowjetunion      | 5      | 9:11 | −2        | 3:7    |
| 6    | Tschechoslowakei | 5      | 6:12 | −7        | 1:9    |

Legende: qualifiziert für das Halbfinale, qualifiziert für die Spiele um die Plätze 5–8, qualifiziert für die Spiele um die Plätze 9–12

## Platzierungsspiele

### Spiele um die Plätze 9–12
| Datum             | Team 1           | Team 2     | Ergebnis |
| ----------------- | ---------------- | ---------- | -------- |
| 8. September 1978 | Tschechoslowakei | Schottland | 2 : 1    |
| 8. September 1978 | Sowjetunion      | Gibraltar  | 1 : 0    |

#### Spiel um Platz 11
| Datum             | Team 1     | Team 2    | Ergebnis |
| ----------------- | ---------- | --------- | -------- |
| 9. September 1978 | Schottland | Gibraltar | 2 : 1    |

### Spiele um die Plätze 5–8
| Datum             | Team 1 | Team 2     | Ergebnis |
| ----------------- | ------ | ---------- | -------- |
| 8. September 1978 | Polen  | Irland     | 2 : 1    |
| 8. September 1978 | Wales  | Frankreich | 3 : 2    |

#### Spiel um Platz 7
| Datum             | Team 1     | Team 2 | Ergebnis |
| ----------------- | ---------- | ------ | -------- |
| 9. September 1978 | Frankreich | Irland | 3 : 1    |

#### Spiel um Platz 5
| Datum             | Team 1 | Team 2 | Ergebnis |
| ----------------- | ------ | ------ | -------- |
| 9. September 1978 | Polen  | Wales  | 4 : 1    |

### Halbfinale
| Datum             | Team 1      | Team 2  | Ergebnis |
| ----------------- | ----------- | ------- | -------- |
| 8. September 1978 | Deutschland | Spanien | 3 : 2    |
| 8. September 1978 | Niederlande | England | 5 : 0    |

### Spiel um Platz 3
| Datum             | Team 1  | Team 2  | Ergebnis |
| ----------------- | ------- | ------- | -------- |
| 9. September 1978 | England | Spanien | 2 : 0    |

## Finale
| Datum             | Team 1      | Team 2      | Ergebnis          |
| ----------------- | ----------- | ----------- | ----------------- |
| 9. September 1978 | Deutschland | Niederlande | 3 : 2 n. V. (2:1) |

## Abschlussplatzierungen
| Pl. | Team             |
| --- | ---------------- |
|     | BR Deutschland   |
|     | Niederlande      |
|     | England          |
| 4   | Spanien          |
| 5   | Polen            |
| 6   | Wales            |
| 7   | Frankreich       |
| 8   | Irland           |
| 9   | Sowjetunion      |
| 10  | Tschechoslowakei |
| 11  | Schottland       |
| 12  | Gibraltar        |

## Europameister
Joachim Montag, Stefan Blöcher, Ulrich Hänel, Michael Peter, Peter Caninenberg, Peter Trump, Franz Schweisz, Rainer Seifert, Reinhard Lange, Andreas Wistuba, Wolfgang Strödter, Hans-Gerd Bachmann, Hans Montag, Reinhard Krull, Klaus Ludwiczak, Heiner Dopp